# Neurocordulia obsoleta
Neurocordulia obsoleta is een echte libel uit de familie van de glanslibellen (Corduliidae). De wetenschappelijke naam van de soort werd in 1840 als Libellula obsoleta gepubliceerd door Thomas Say.
De soort staat op de Rode Lijst van de IUCN als niet bedreigd, beoordelingsjaar 2016; de trend van de populatie is volgens de IUCN stabiel. Deze libellen komen voor in het oosten van Canada en de Verenigde Staten, van New Brunswick tot Florida.

## Synoniemen
- Libellula polysticta Burmeister, 1839 (nomen oblitum)